# 榮電
榮電股份有限公司（英語：RPTI International Ltd.），中華民國的國營企業，為行政院國軍退除役官兵輔導委員會（退輔會）下轄的機構，成立於1975年6月27日，總部位於台北市羅斯福路六段107號1樓。2012年因負債，破產，已停業，可能是退輔會體系中第一間倒閉的公司。

## 歷史

### 成立
1975年6月27日，退輔會、臺灣電力公司、臺灣電信協會、臺電文化工作基金會、交通部電信總局與榮僑投資（退輔會轉投資的公司）合資成立榮電，蔣孝武擔任榮電第一任董事長。退輔會及榮僑投資合計持股逾6成，是榮電最大股東。1982年，榮電設立電子部門，跨入通信電子系統服務領域。1987年，榮電設立電腦部門，整合電腦資訊系統、影像醫療科技及環境保護工程等業務。1990年12月4日，榮電股票於臺灣證券交易所公開發行，股票代號為9967。2002年，榮電組織重整，設立機電事業群、電力事業群與電腦事業群為三大經營主軸，進行整合性資訊服務。

### 博愛專案周轉失靈
2004年，國防部「博愛專案」中的新本部大樓建築工程發包，名為「博愛分案」，榮電取得機電工程合約。2011年8月，因物價波動各項工程材物料價格上楊，業主與榮電調解後該項問題無法確切解決，又加以放款程序冗長，致使工程延宕係影響資金運作，榮電共欠債新臺幣41億元，爆發財務危機，開始拖欠員工薪水。榮電曾向退輔會要求增資，但因為資金缺口過大與法律問題，退輔會無法伸出援手，榮電逕自終止「博愛分案」契約；國防部已宣布中止合約，並準備向榮電求償。
2011年12月，榮電向經濟部工業局提出紓困申請。2011年12月6日，退輔會主任委員曾金陵向包商及榮電員工公開承諾「跑得了榮電，跑不了退輔會」，因此包商繼續投入榮電的工程，員工也繼續工作。2012年1月，經濟部通過榮電紓困申請，邀集19家債權銀行召開債權銀行團會議，提出報告，要求銀行團應給予榮電支持。

### 財務危機
2012年3月，榮電債權銀行團通過紓困協議。3月22日，榮電寄發存證信函給國防部，提出終止博愛分案機電工程契約；3月23日，國防部接獲臺灣臺北地方法院執行命令，就履約保證保證金新臺幣1億6,984萬元執行假處分，暫不得向履約保證銀行請求付款；國防部正式發函，駁斥存證信函內容及假處分聲請理由。6月27日上午，榮電工會與臺北市產業總工會前往退輔會前抗議，要求曾金陵對榮電欠薪提出具體的解決方案；退輔會發布新聞稿表示，榮電目前資金週轉困難，退輔會仍將積極尋求融資以維護公股利益。
2012年7月，大台北銀行向台北地方法院聲請對榮電應收帳款進行強制執行，引起金融監督管理委員會（金管會）高度關注。7月3日，退輔會表示，榮電當前財務狀況危機無法解決，待清償帳務約新臺幣41億元，可能走向「結束營業、宣布破產」，但最後仍然得由債權銀行團決定處理方案；原本榮電希望透過退輔會「國軍退除役官兵安置基金」單獨辦理增資，但就法規層面而言仍有不穩妥性，且無法徹底解決資金問題，對榮電永續經營意義不大；退輔會目前工作重點為以股東身分，協助解決榮電員工的積欠薪資、資遣費、退休金等問題。
2012年7月4日上午，榮電工會赴行政院勞工委員會（勞委會）陳情，要求：若榮電若未依法給付員工退休金與資遣費，勞委會必須依《大量解僱勞工保護法》規定，限制榮電董事長葉茂益與退輔會主任委員曾金陵出境，並要求榮電提出「解僱計畫書」、交代資遣費償還方式。7月10日上午，臺北市政府勞工局召開榮電勞資爭議調解會議，榮電未能提出積欠薪資給付等相關計畫，導致調解不成立。7月11日上午，榮電工會召開會員大會，以190位會員出席、181票贊成通過罷工決議，隨即前往新北市新店區榮電總部展開罷工；榮電工會常務理事邱鶴年說，榮電工會決議從7月11日至7月13日罷工。

### 惡性停業
2012年7月12日下午，退輔會、臺北市政府勞工局與榮電代表前往榮電總部，與榮電工會召開協調會議，作成6點結論：
1. 榮電於7月13日前繳納工資墊償保險費用。
2. 榮電須統計積欠員工人數及金額，以利勞工保險局日後核付積欠工資事宜。
3. 退輔會應於一週內提具榮電積欠薪資、員工退休金及資遣費等相關問題之解決方案。
4. 榮電應於一週內召開臨時董事會，決定公司未來走向，包含員工退休金、資遣費、員工代墊費用及其他積欠費用之解決方案。
5. 請臺北市政府勞工局未來積極處理榮電歇業事實認定。
6. 榮電員工若有生活或經濟上之困難，符合申請急難救助資格者，臺北市政府勞工局將協助向臺北市政府社會局或臺北市各區公所申請急難救助[13]。

2012年7月20日上午，榮電工會與臺北市產業總工會在民主進步黨立法委員黃偉哲陪同下，於立法院舉行記者會表示，榮電自2012年3月起陸續積欠員工薪資新臺幣3900多萬元；同日，退輔會秘書長呂嘉凱表示，榮電目前沒有資金可動用，若國防部及其他事業主有資金挹注，會優先發放積欠薪資；但同日晚間，國防部發布新聞稿表示，榮電於3月22日逕自發函主張終止「博愛分案」契約，違反協商誠信原則，國防部因此於3月26日函告榮電無法付款。。7月26日中午，國防部發布新聞稿表示，國防部已經依「博愛分案」機電工程進度及合約規定辦理工程款給付，而國防部已經在4月20日依合約與《政府採購法》等相關規定與榮電終止合約關係，依行政院核定《公共工程廠商延誤履約進度處理要點》、以及《民法》抵銷等相關規定，國防部已無法撥付任何款項給榮電。
2012年8月3日，榮電最大債權銀行兆豐銀行召集債權銀行團會議，因退輔會增資新臺幣3000萬元承諾跳票以及榮電陷入無人經營管理等原因，銀行團取消了紓困協議；是自2010年吳敦義內閣訂立新紓困政策、與銀行業達成協議以來，第一樁紓困協議失敗的案例。榮電資產處分之後，只能拿回新臺幣1億多元，因此債權銀行團將近新臺幣30億元的總債權金額幾可確定全部有去無回。8月5日，金融監督管理委員會銀行局表示，榮電債權銀行團決議終止紓困是因榮電未履行紓困合約，銀行不是慈善事業，銀行局可以體會債權銀行團的作法，但應只是個案，「企業紓困方案」將持續實施到2012年底。8月7日，金管會要求榮電全體債權銀行暫緩對榮電假扣押的執行。8月9日，榮電透過臺灣證券交易所《公開資訊觀測站》宣布，因債權銀行團無法就紓困計畫達成協議，榮電臨時董事會決議向法院聲請破產；同日傍晚，金管會透過兆豐銀行轉達榮電債權銀行團「解禁」，債權銀行團批評榮電未與銀行團協商即召開董事會決議聲請破產。
2012年8月21日，榮電工會、臺北市產業總工會、華隆紡織工會、全國關廠工人連線抬棺衝撞行政院，隨後並佔領台北市忠孝西路與中山北路口人行天橋，數度與警方發生推擠；同日，退輔會祕書長呂嘉凱回應，退輔會擬動用「國軍退除役官兵安置基金」支付榮電員工退休金及資遣費，但未獲行政院核准，他可理解陷入困境的員工將採激烈抗爭的態度。
2013年7月16日，退輔會證實，曾金陵已向行政院院長江宜樺口頭請辭退輔會主任委員，但近日會再就榮電問題前往行政院溝通；但同日晚間，行政院發言人鄭麗文表示，江宜樺有打電話給曾金陵，曾金陵說「沒有向媒體表達請辭一事」。同日，有監察委員透露，監察委員黃武次、吳豐山於本月10日曾就榮電問題提案彈劾曾金陵，但彈劾審查會投票結果是2票贊成、11票反對，彈劾案不成立，所以監察院未對外發表相關訊息；彈劾審查會中，有監察委員認為，此案彈劾理由不充分，如果依這項標準，經濟部也有很多轉投資事業，經濟部部長也要遭彈劾。

### 違反證券交易法事件
2012年9月24日，金融監督管理委員會以榮電未於101年上半會計年度終了後2個月內公告申報101年上半年度財務報告，違反《證券交易法》第36條第1項規定，以「金管證審罰字第10100425905號裁處書」處榮電負責人(董事長)葉茂益罰鍰新臺幣24萬元。葉茂益不服而提起訴願，經查該會已於2012年11月21日「金管證審字第10100488541號函」予以撤銷，有該撤銷函副本在卷可稽；該件行政處分既已不存在，葉茂益所提之訴願，行政院訴願審議委員會於2012年12月14日作成「院臺訴字第1010152933號決定書」決定應不受理。

## 歷任董事長
因榮電屬於退輔會所管轄，其董事長的任命以軍系退役將領為主。
| 董事長 | 到職日期     | 離職日期      |
| ------ | ------------ | ------------- |
| 蔣孝武 | 1975年7月1日 | 1976年3月31日 |
| 陳光斗 | 1976年4月1日 | 1983年9月30日 |
| 趙 鐸  | 72年10月1日  | 75年3月30日   |
| 王根榮 | 75年10月1日  | 79年2月29日   |
| 李文寶 | 79年3月1日   | 84年6月30日   |
| 齊正文 | 84年7月1日   | 87年12月31日  |
| 馬登鶴 | 88年1月1日   | 91年10月15日  |
| 金康柏 | 90年10月16日 | 94年1月31日   |
| 陳家麟 | 94年2月1日   | 96年6月30日   |
| 李豐池 | 96年7月4日   | 97年7月31日   |
| 韋大雄 | 97年8月1日   | 98年5月31日   |
| 唐齊中 | 98年6月1日   | 98年6月30日   |
| 葉茂益 | 98年7月1日   | 102年7月11日  |

## 外部連結
- 官方首頁